# پرچم آندورا
پرچم آندورا، برای اولین بار در ۲۷ اوت ۱۹۷۱ به رسمیت شناخته شد. به‌عنوان پرچم ملی شناخته می‌شود و همچنین دارای تناسب ۷:۱۰ می‌باشد.